# Megahexura
Megahexura és un gènere d'aranyes migalomorfes de la família dels mecicobòtrids (Mecicobothriidae), amb una única espècie, Megahexura fulva (Chamberlin, 1919). Es troba als Estats Units, a Sierra Nevada. Els exemplars d'aquesta espècie construeixen una teranyina en fulla amb un refugi en forma d'embut, i es poden trobar en forats o escletxes del terreny.